# Manic Monday
"Manic Monday" is een nummer geschreven door Prince. Het nummer is bekend geworden in de versie van de Amerikaanse poprockband The Bangles. Voor The Bangles was dit nummer, de eerste single van hun tweede studioalbum, Different Light, hun wereldwijde doorbraak.
Prince had het nummer oorspronkelijk geschreven voor de band Apollonia 6 in 1984. Het werd in dat jaar opgenomen als duet van Prince met deze band, maar deze opname is nooit uitgebracht. Een originele demo met Apollonia en Prince verscheen in de bootleg van 2001, "The Work - Volume 1." Het zou nog 15 jaar duren voordat postuum een officiële versie werd uitgebracht met Prince als primaire zanger. Die opname verschijnt op de demo-compilatie van 2019, Originals.
In 1986 jaar later bood hij de single aan The Bangles aan onder het pseudoniem "Christopher", een personage dat hij speelde in de film Under the Cherry Moon.
"Manic Monday" behaalde de tweede positie in de Billboard Hot 100, waar het van de nummer 1-positie gehouden werd door het nummer Kiss van Prince and the Revolution Ook in het Verenigd Koninkrijk werd de tweede positie behaald. De top 10 werd verder gehaald in Australië (#3), Oostenrijk (#2), Canada (#2), Ierland (#2), Nieuw-Zeeland (#5), Noorwegen (#4), Zuid-Afrika (#1), Zwitserland (#4) en West-Duitsland (#2). In Nederland kwam het nummer niet hoger dan de 24e positie en in België niet hoger dan de 19e plek.

## Bezetting
- Susanna Hoffs - zang, akoestische gitaar
- Prince als "Christopher" - schrijver, componist, achtergrondzang
- Vicki Peterson - elektrische gitaar, achtergrondzang
- Michael Steele - bas, achtergrondzang
- David Kahne - producent
- Debbi Peterson - drums

## NPO Radio 2 Top 2000
| Nummer met noteringen in de NPO Radio 2 Top 2000 | '99  | '00 | '01  | '02  |
| ------------------------------------------------ | ---- | --- | ---- | ---- |
| Manic Monday                                     | 1204 | -   | 1680 | 1878 |

1. ↑  Een '-' betekent dat het nummer niet was genoteerd en een vetgedrukt getal geeft de hoogste notering aan.
2. ↑  Deze tabel is bijgewerkt tot en met de laatste editie (2024).